# Artemisia scopulorum
Artemisia scopulorum, tên gọi thông thường ngải đắng Alpine hoặc ngải lùn, là một loài thực vật có hoa trong họ Cúc. Loài này được A.Gray mô tả khoa học đầu tiên năm 1864.